# No More Stories
"No More Stories"* је пети студијски албум данског бенда Мју (енгл. Mew). Према фронтмену бенда, Јонасу, албум се знатно разликује од претходника јер ће песме бити бржег темпа, за разлику од песама које се налазе на албуму And the Glass Handed Kites, на коме преовладава тема страха. Први сингл,"Introducing Palace Players", објављен је 29. маја 2009, премијерно на финској радио-станици YleX, а светску премијеру сингла најавио је гитариста бенда, Бо Мадсен (енгл. Bo Madsen).

*Пун назив албума гласи: "No More Stories/Are Told Today/I'm Sorry/They Washed Away//No More Stories/The World Is Grey/I'm Tired/Let's Wash Away."

## Списак песама
1. New Terrain (3:14)
2. Introducing Palace Players (4:46)
3. Beach (2:46)
4. Repeaterbeater (2:33)
5. Intermezzo 1 (0:29)
6. Silas the Magic Car (4:06)
7. Cartoons and Macramé Wounds (7:21)
8. Hawaii Dream (1:47)
9. Hawaii (5:01)
10. Vaccine (5:08)
11. Tricks (4:28)
12. Intermezzo 2 (1:03)
13. Sometimes Life Isn’t Easy (5:21)
14. Reprise (5:32)